# Косько Костянтин Григорович
Костянтин Григорович Косько (1894, село Храбустівка, тепер Гродненської області, Республіка Білорусь — 1957, місто Ленінград) — український радянський діяч, міністр легкої промисловості Української РСР. Депутат Верховної Ради УРСР 3-го скликання.

## Біографія
Народився в родині селянина. З 1906 року працював на приватних підприємствах міст Білостока та Санкт-Петербурга учнем слюсаря.
У 1915—1917 роках — в російській імператорській армії, учасник Першої світової війни.
У 1917 році, повернувшись із фронту, вступив до Червоної гвардії міста Петрограда. Служив добровольцем-червоногвардійцем Першого Васильєострівського Червоного полку, був командиром роти та командиром дивізії у РСЧА. Учасник громадянської війни в Росії.
Член РКП(б) з 1918 року.
З 1923 року — на керівній господарській роботі. Протягом тринадцяти років працював директором бавовняно-паперових фабрик в місті Ленінграді, директором меланжевого комбінату в місті Іваново (РРФСР) та директором Кренгольмської мануфактури у місті Нарві Естонської РСР.
Потім — на керівній роботі в Народному комісаріаті (міністерстві) легкої промисловості СРСР.
На 1943 рік — начальник 3-го Головного управління Івановської області Народного комісаріату текстильної промисловості СРСР.
31 січня 1949 — 8 січня 1952 року — міністр легкої промисловості Української РСР. 
Помер у 1957 році в Ленінграді, похований на Богословському кладовищі.

## Нагороди
- орден Леніна
- орден Трудового Червоного Прапора (22.01.1944)
- орден «Знак Пошани»
- медаль «За доблесну працю у Великій Вітчизняній війні 1941—1945 рр.»
- медалі